# Leeds
Leeds, al treilea oraș ca mărime din Anglia, Regatul Unit al Marii Britanii (după Londra și Birmingham), este cel mai mare oraș din regiunea West Yorkshire, în nordul Angliei. Orașul se află pe malurile râului Aire și este considerat a fi capitala nordului Angliei. Leeds face parte din zona metropolitană cu același nume. Conform Recensământului din 2001, în zona urbană a orașului trăiau 429.242 locuitori, în timp ce în întreaga zonă metropolitană trăiau 726.939 locuitori. Orașul face parte din grupul orașelor nucleu din Anglia. Acest grup a fost înființat în 1995 și din el fac parte 8 mari orașe: Birmingham, Bristol, Leeds, Liverpool, Manchester, Newcastle, Nottingham și Sheffield.
În 2003, Leeds a fost votat "orașul favorit al Marii Britanii" în cadrul unui concurs organizat de revista "Conde Nast Traveller".

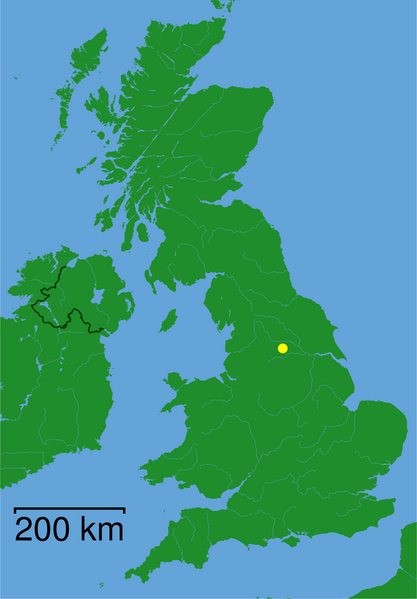
Leeds în Marea Britanie

## Istorie

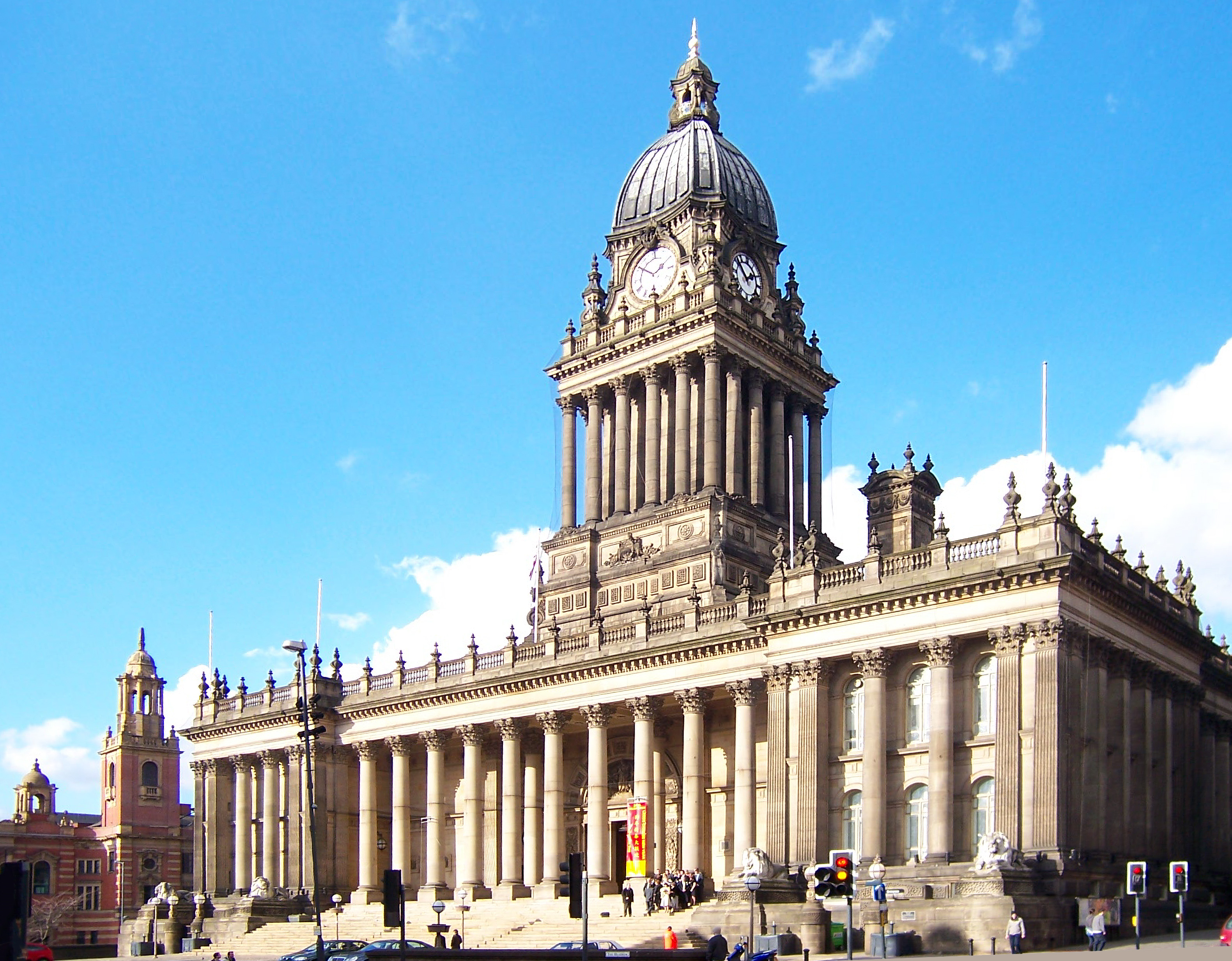
Primăria - Town Hall

Orașul a fost un important târg în Evul Mediu, prima atestare documentară datând din 1207. În epoca Tudorilor Leeds a fost în principal un oraș comercial în care se produceau haine din lână. Legătura cu celelalte orașe europene se făcea prin estuarul Humber. La un moment dat aproape o jumătate din întregul export al Angliei trecea prin Leeds. Dezvoltarea economică a orașului a înregistrat o rapidă creștere odată cu deschiderea Canalului Leeds Liverpool în 1816 și a căii ferate în 1848.
Zona Harehills a fost martoră unei revolte pe 18 iulie 2024, în care ofițerii West Yorkshire Police au fost atacați, mașini și un autobuz First West Yorkshire au fost incendiate de către localnici români, a avut loc vandalism substanțial și a apărut un sentiment anti-poliție ca urmare a nemulțumirii localnicilor față de o tulburare implicând lucrători agenți și copii. Revolta a început când o mulțime de sute de persoane au început să atace o mașină de poliție marcată. Imagini distribuite pe rețelele de socializare au arătat indivizi folosind trotinete, cărucioare, biciclete și bâte pentru a ataca vehiculul. Mașina de poliție a fost răsturnată și focuri au fost aprinse pe străzile comunității.

## Industrie și economie

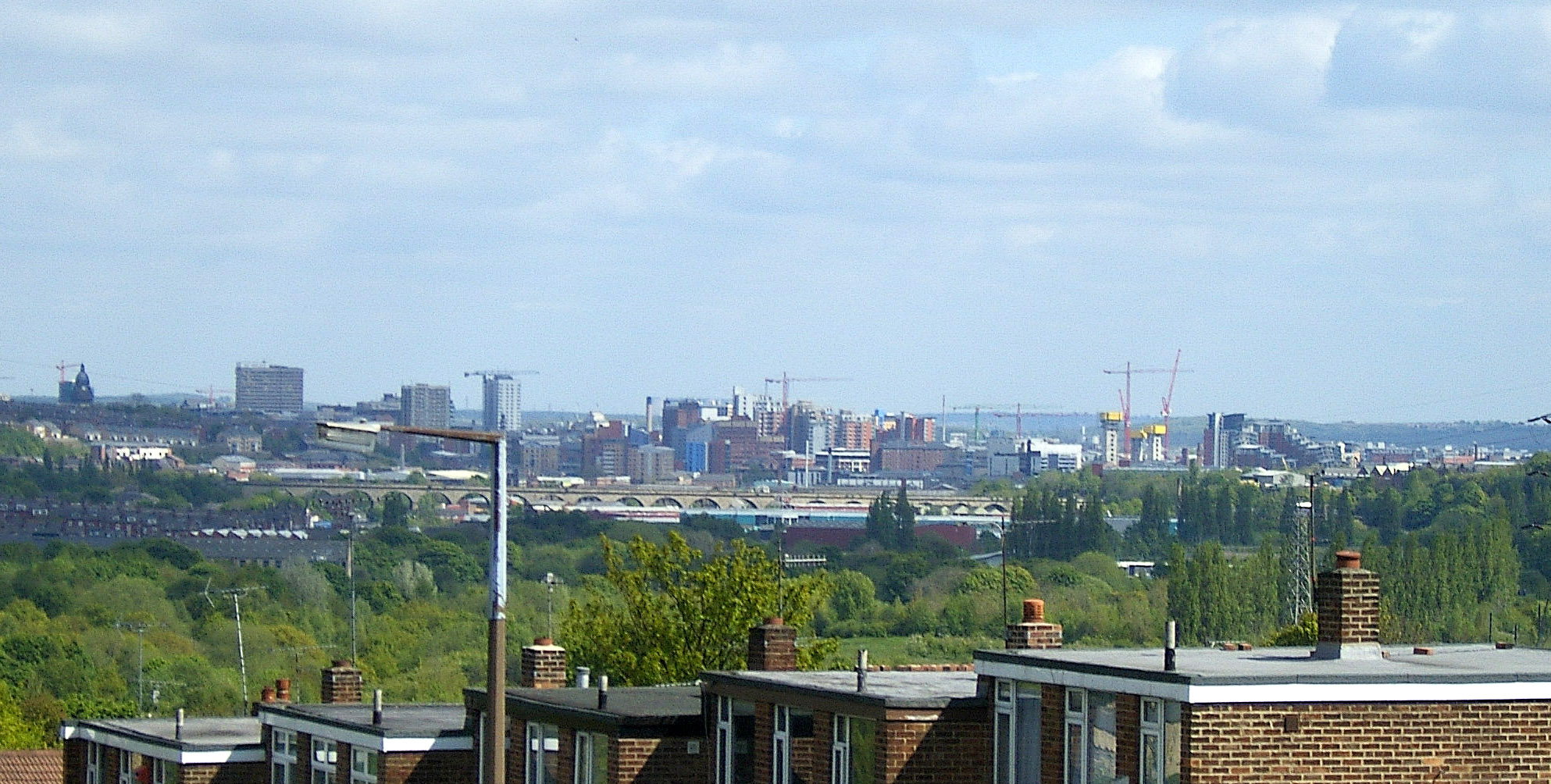
Centrul orașului privit din cartierul Bramley

Leeds are o viață economică foarte diversificată, sectorul serviciilor fiind dominant acum în detrimentul sectorului industrial. În trecut orașul a fost deservit de propriul său canal navigabil. În prezent Leeds este un important nod feroviar și rutier, autostrăzile M1 și M62 intersectându-se aici. Aeroportul internațional Leeds Bradford (LBA) se află în partea de nord-vest a orașului și este legat prin zboruri regulate de diverse orașe englezești sau europene. Există planuri de a construi o nouă rețea de tramvai, după ce vechea rețea a fost desființată în urmă cu mai mulți ani.
Această excelentă infrastructură a fost un factor major ce a contribuit la dezvoltarea orașului, care a devenit între timp un important centru de distribuție. Un alt sector foarte important în viața economică a orașului este comerțul.
Cu toate că, la fel ca întreaga regiune de nord a Angliei, Leeds a trecut prin momente dificile din punct de vedere economic în anii 1970-1980, investițiile în telecomunicații au făcut ca orașul să se dezvolte și să devină, alături de Birmingham și Glasgow unul dintre principalele noduri de telecomunicații (telefonie) în special pentru companiile din sectorul serviciilor. Multe orașe ce în trecut se bazau în foarte mare măsură pe industria grea și pe minerit au găsit portița de salvare din punct de vedere financiar în accentul de Yorkshire și nota de încredere pe care acesta le-o dădea oamenilor ce sunau la diversele companii. Cu toate acestea, multe asemenea companii s-au mutat spre locuri unde forța de muncă este acum mult mai ieftină, de exemplu Bangalore în India. 

## Educație

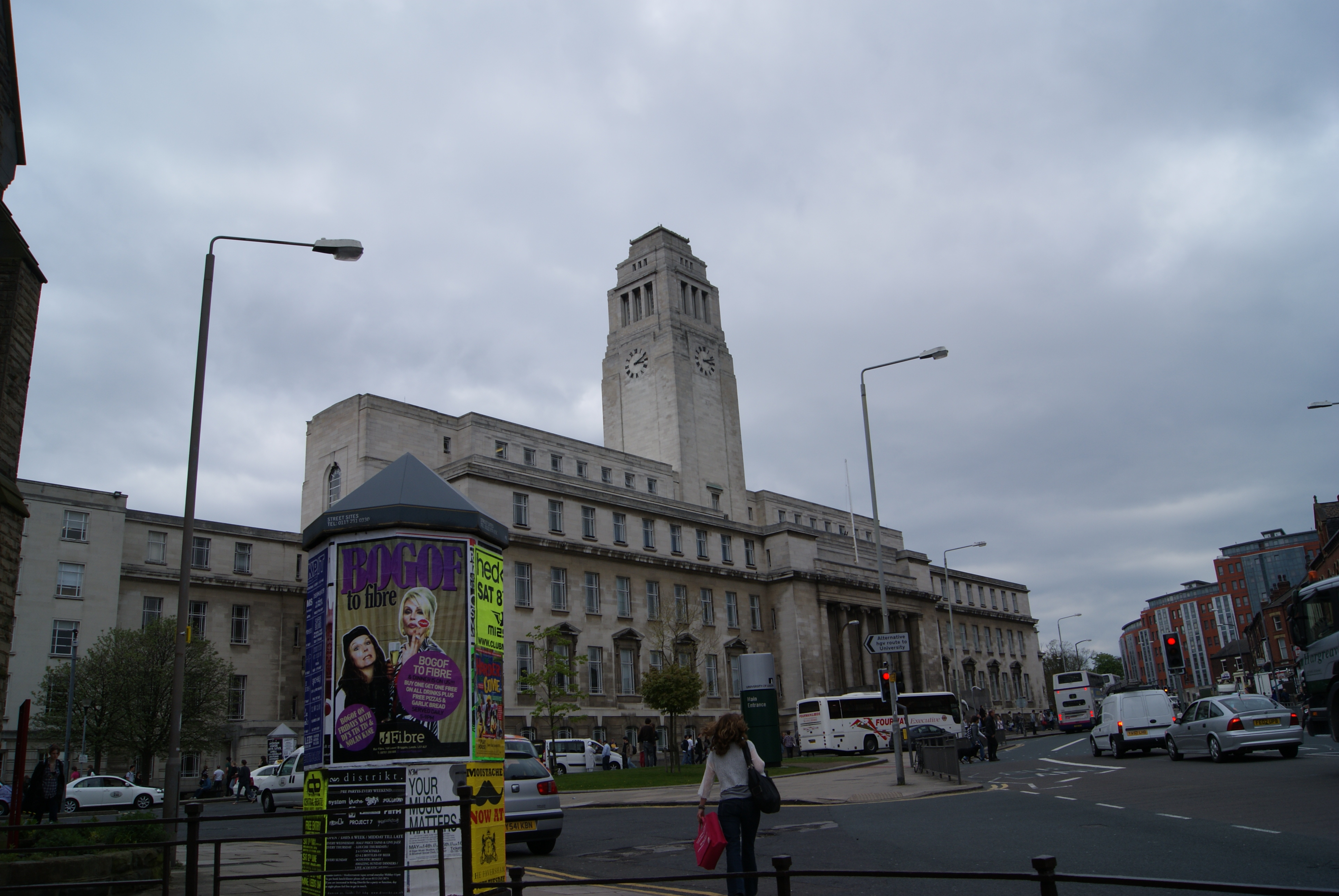
University of Leeds

În Leeds există două universități, University of Leeds, cu aproximativ 31.500 de studenți la cursuri de zi (și alți 52.000 la colegii sau cursuri cu frecvență redusă), și Leeds Metropolitan University, cu aproximativ 26.000 de studenți. Există de asemenea și alte instituții de învățământ superior, ca de exemplu Leeds College of Art and Design și Trinity & All Saints' College acreditat de către University of Leeds, ceea ce face ca în oraș să se afle una dintre cele mai mari comunități studențești din Marea Britanie. Campusurile ambelor universități principale se află în apropierea centrului orașului.
Majoritatea studenților din Leeds locuiesc în chirie în următoarele cartiere: Headingley, Hyde Park, Woodhouse, Meanwood și Burley.
Leeds Grammar School, situată la periferia orașului datează din 1552 și este principala școală publică (Public School) pentru băieți.
Leeds Girls' High School este o școală de fete din cartierul Headingley și apare în mod constant pe poziții superioare în clasamentele naționale.
Allerton High School a fost înființată în 1901, iar Morley High School în 1907.

## Sport
Orașul este un important centru sportiv cu o tradiție și un renume date de clubul de cricket al regiunii Yorkshire, echipa de rugby league (Leeds Rhinos), echipa de rugby (Leeds Tykes) ce joacă pe stadioanele de cricket și rugby din cartierul Headingley și echipa de fotbal Leeds United FC ce joacă pe stadionul Elland Road.
Leeds Rhinos au devenit campionii Super League în 16 octombrie 2004, după ce i-au învins pe rivalii de la Bradford Bulls cu 16-8 pe stadionul Old Trafford.

## Cultură

### Muzee și arte
În Leeds există mai multe muzee, cel mai important fiind probabil muzeul armurilor Royal Armouries deschis în 1996, cand colectiile au fost transferate de la muzeul Tower of London. Alte muzee: muzeul orașului Museum of Leeds, muzeul medicinei Thackray's Medical Museum și galeria de artă City Art Gallery.
În Leeds își au de asemenea sediul și câteva importante teatre: Grand Theatre, Opera North, City Varieties (care a găzduit spectacole de-ale lui Charlie Chaplin și Harry Houdini), West Yorkshire Playhouse.
Primele secvențe de imagini în mișcare au fost filmate în Leeds de către Louis Le Prince pe podul Leeds Bridge în anul 1888.

### Media
Orașul este centrul regional pentru diverse ziare (Yorkshire Post), posturi de televiziune (BBC, Yorkshire Television) și de radio (BBC Radio Leeds, Radio Aire, Galaxy 105, Real Radio).
La sfârșitul anilor 1990, odată cu dezvoltarea sectorului IT, Leeds a devenit un important centru în noul sector media, companii precum Freeserve, Energis, Sportal și Ananova ajungând să domine industria internetului a Marii Britanii. Freeserve și Ananova au devenit apoi părți constituente ale companiilor Wanadoo și Orange din cadrul France Télécom.

### Cluburi și baruri

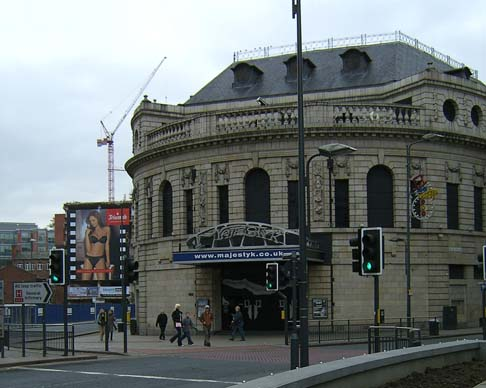
Majestyk, unul dintre multele cluburi din Leeds

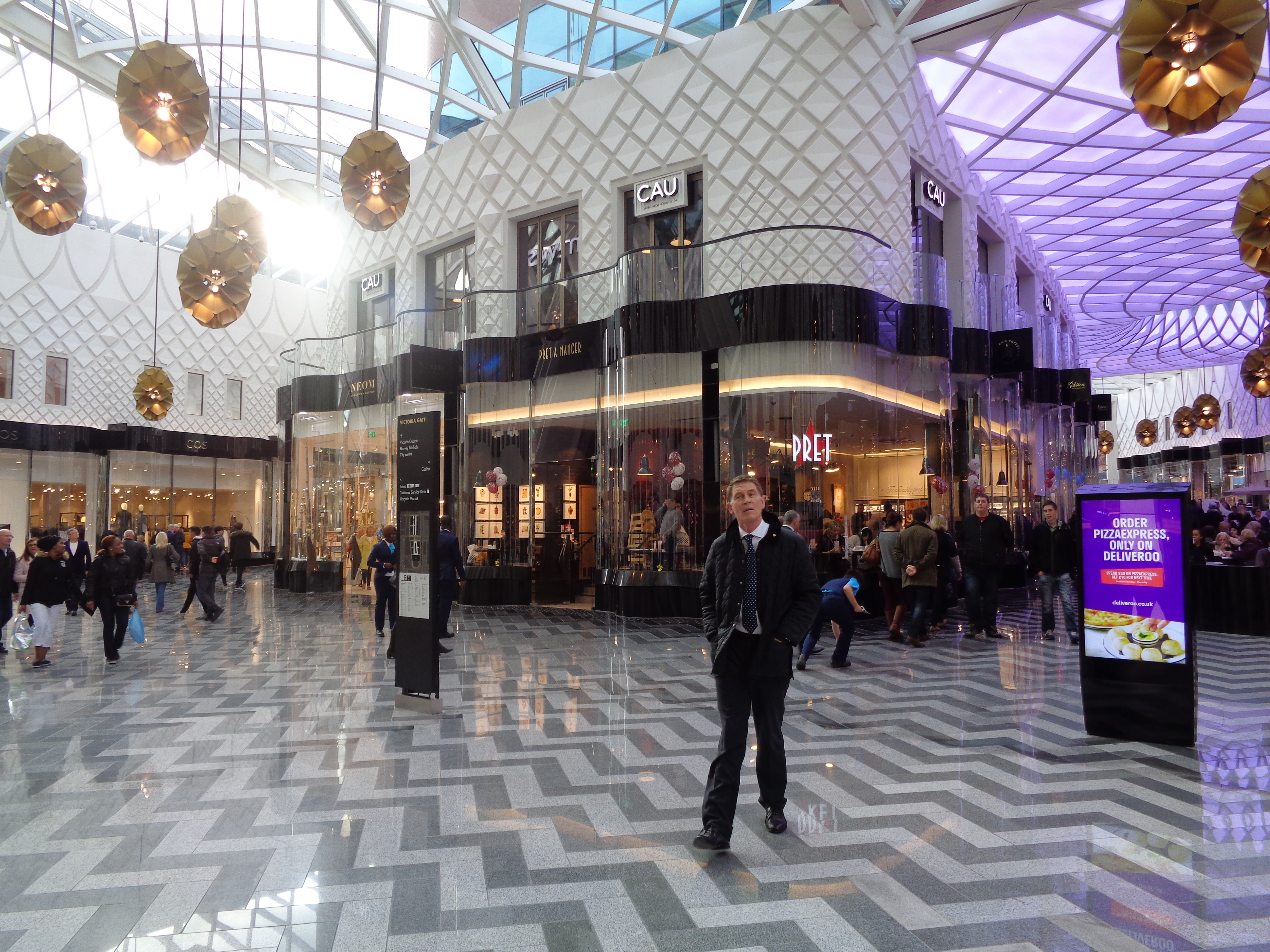
Victoria Gate

Ca o consecință a numărului mare de studenți, în Leeds există foarte multe baruri și cluburi, precum și locuri pentru organizarea de concerte live. Leeds a câștigat o reputație bine-meritată de destinație favorită pentru cluburi și discoteci. Adeseori orașul este descris ca fiind al doilea din acest punct de vedere în Marea Britanie, fiind întrecut doar de capitala Londra.

### Formații de muzică originare din Leeds
- Christie  -  Jeff Christie s-a născut în Leeds
- Chumbawamba
- Kaiser Chiefs
- The Music
- Red Lorry Yellow Lorry
- Salvation.
- The Sisters Of Mercy
- Utah Saints
- The Wedding Present
- Melodyme
- Pale Saints
- Girls At Our Best

## Orașe în cadrul districtului
- Leeds;
- Morley;
- Otley;
- Pudsey;
- Wetherby;
- Yeadon;

## Orașe înfrățite
- Brno, Cehia
- Dortmund, Germania
- Durban, Africa de Sud
- Hangzhou, China
- Lille, Franța
- Siegen, Germania

## Personalități născute aici
- Rhianna (n. 1983), cântăreață;
- Aaron Lennon (n. 1987), fotbalist.

## Vezi și

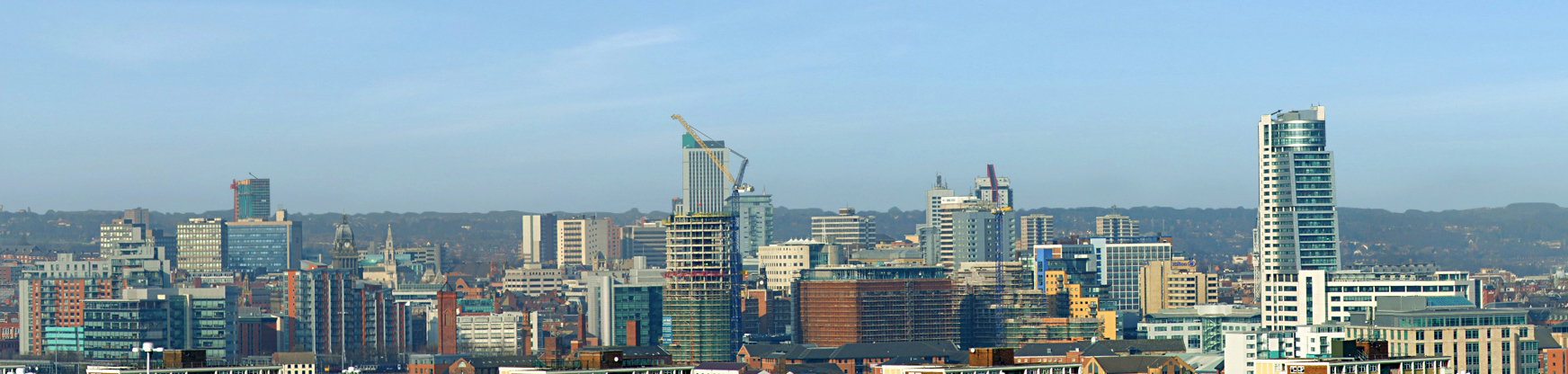
Leeds